# Parque dos Paturis
O Parque dos Paturis é um parque localizado na cidade de Carapicuíba, próximo à divisa com Osasco. Aberto em 1994, possui 194 mil m² de área.

## História

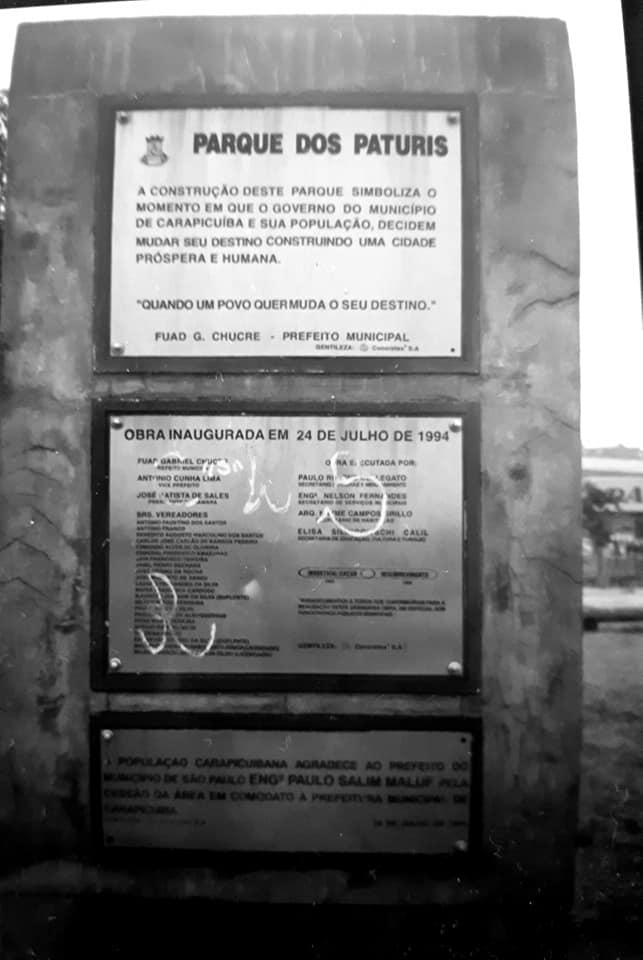
Placas de inauguração do parque.

Durante a década de 1970, a Companhia Metropolitana de Habitação de São Paulo (Cohab-SP) desapropriou várias áreas do antigo Matadouro do Coronel Delfino Cerqueira (????-1936) em Carapicuíba para a implantação de unidades habitacionais. Uma dessas áreas, localizada próxima à divisa com Osasco, não foi ocupada e se tornou um grande descampado com uma lagoa. Essa área passou a atrair pássaros, em especial o Paturi. Com o tempo, a população passou a chamar o local de Lagoa dos Paturis. Apesar de não ser um parque oficial, o local recebia eventos desde a década de 1980.
Em 1993 a prefeitura de Carapicuíba assinou um acordo com a prefeitura de São Paulo (controladora da Cohab), que lhe cedeu a área em regime de comodato. Em 24 de julho de 1994 foi inaugurado pela prefeitura de Carapicuíba o Parque dos Paturis, porém a cerimônia oficial ocorreu no dia 7 de agosto, contando com a presença do prefeito de São Paulo, Paulo Maluf, do prefeito de Carapicuíba, Fuad Gabriel Chucre e serviu de "palanque improvisado" para os candidatos ao governo de São Paulo, Francisco Rossi (do mesmo partido de Chucre) e à presidência da republica, Esperidião Amin. A festa de inauguração recebeu um show do grupo Raça Negra e atraiu cerca de oitenta mil pessoas ao novo parque. A conclusão das obras do parque ocorreu em 22 de abril de 1995, com a inauguração das quadras poliesportivas realizada pelos ministros do esporte, Pelé e da cultura Francisco Weffort. Durante a inauguração, manifestantes da Apeoesp atacaram o palanque oficial com ovos e pedras, tentando atingir o governador Mário Covas e o prefeito de Carapicuíba Fuad Chucre. Em meio ao tumulto, seguranças da prefeitura e sindicalistas trocaram agressões.
No final da década de 1990, a construção do trecho Oeste do Rodoanel desapropriou parte de sua área. Apesar do parque ser reformado, com o passar dos anos, tornou-se degradado e acabou abandonado e esquecido. Entre 2007 e 2008 ocorreu uma serie de homicídios contra travestis que ali faziam programa, sendo o episódio conhecido por Mortes do parque Paturis.
Apesar das promessas de revitalização do parque feitas pelos políticos locais, o regime de comodato impedia a realização de obras por parte de Carapicuíba. Em 2017, após vinte e três anos, a prefeitura de São Paulo cedeu em definitivo a área para a prefeitura de Carapicuíba.
Atualmente o parque passa por obras de revitalização.